# Павлик, Виктор Франкович
Ви́ктор Фра́нкович Па́влик (укр. Віктор Франкович Павлік; род. 31 декабря 1965, Теребовля, Украинская ССР, СССР) — украинский певец, народный артист Украины (2016).

## Биография
Родился 31 декабря 1965 года. Уже с малого возраста[уточнить] начал петь под гитару. Выпускник кафедры эстрадного пения Киевского национального университета культуры и искусств. С 1983 года начал работать художественным руководителем ВИА «Эверест» Микулинецкого районного дома культуры (Тернопольская область). Учился 2 года в ПТУ № 18 в г. Комсомольск, которое окончил в 1984 году. Здесь же родился и вырос его сын Александр.
В 1989 году окончил Теребовлянское культурно-просветительное училище по классу дирижёр хорового коллектива, вокалист. В 1992 году была создана группа «Анна-Мария», в которой Павлик был вокалистом и гитаристом. В 1994 году песня «Ти подобаєшся мені» становится лучшим лирическим шлягером Украины, а группа «Анна-Мария» — лучшей поп-группой.
В 1997 году вышел первый сольный альбом «Шикидым», названный в честь одноимённой песни турецкого певца Таркана. В эту же пору[уточнить] появилась песня «Ні обіцянок, ні пробачень». В 2007 году вышел сингл «Город зелёного цвета». Сингл вошел в альбом «Унесенные любовью», релиз которого состоялся в 2005 году. В 2007 году артист был награждён золотым диском[уточнить] за альбом «Свадьба в Карпатах».
Всего на счету Виктора Павлика почти[уточнить] 30 альбомов. В 2003 состоялся концертный тур в 20 штатах США.

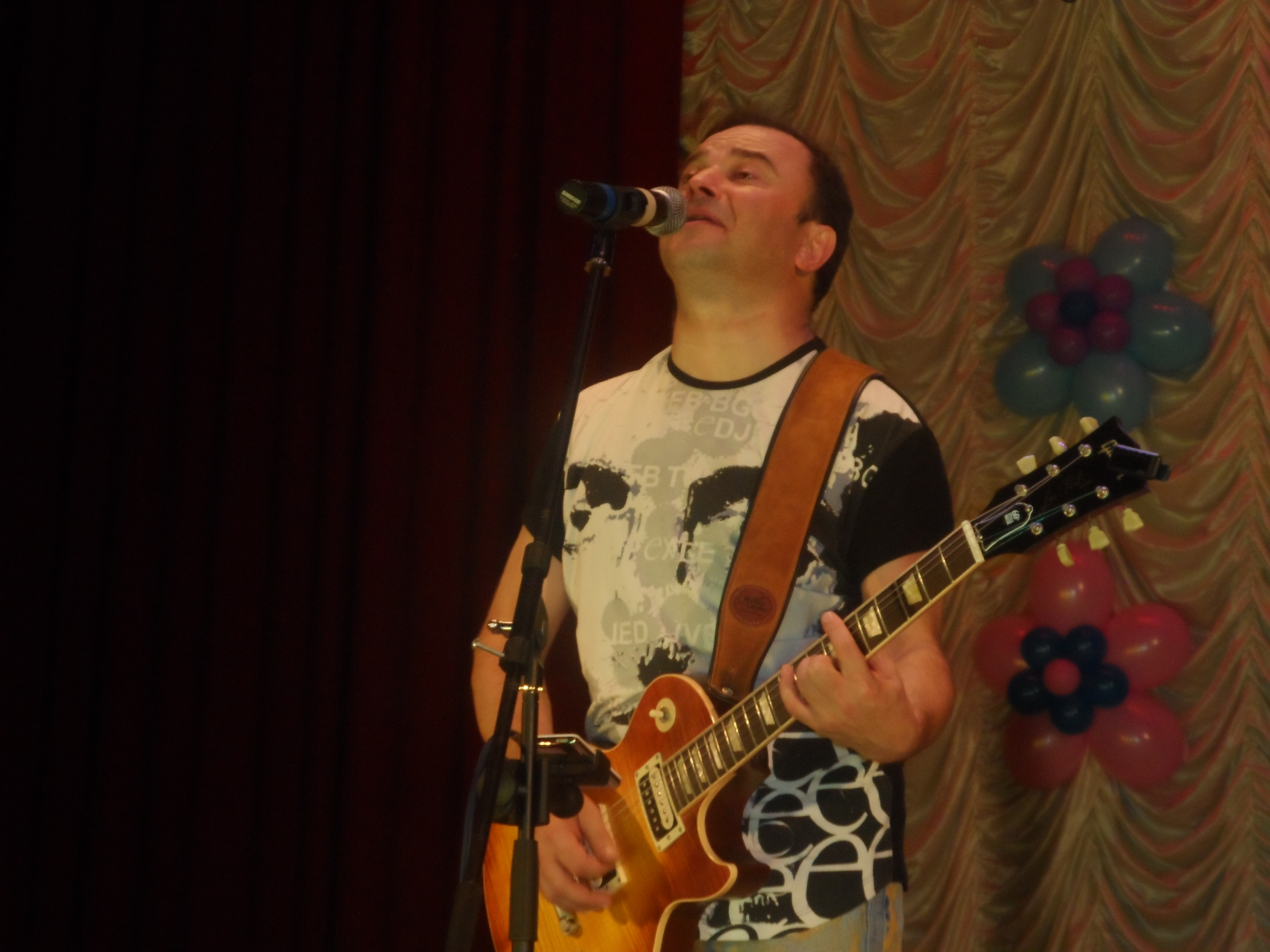
Виктор Павлик во время концерта в Мелитополе, 2015 год

Президент футбольной команды звезд украинской эстрады «Маэстро». Владеет турецким языком. Болельщик киевского «Динамо». С 2008 по 2012 год являлся художественным руководителем группы «Павлики International».
В 2015 году создал группу «Pavlik OverDrive». 25 июня 2016 года президент Украины Петр Порошенко присвоил Павлику почетное звание «народный артист Украины».

## Дискография
- «Лейла», «Яна» (1997);
- «Анна-Марія», «Знайди мене» (1999);
- «Диво» (2000);
- «Світку мій високий» (2001);
- «Дівчина-сонце» (2002);
- «Дякуючи Богу» (2003);
- «Слава Богу!» (2004);
- «Танцюймо разом» (2005);
- «Кімната в середині мого серця» (2005);
- «Коломийки» (2005);
- «Твої очі» (2006);
- «Город зелёного цвета» (2007);
- «Унесённые любовью» (2008);
- «Коломийки 2» (2012);
- «No promises, no forgiveness» (2014);
- «Шёпот любви» (2014);
- «Я тобою живу» (2015);
- «Приречений на любов» (2012);
- «Свет за окном» (2016);
- «Туманы» (2017)
- «Ты моё небо» (2018)
- «Дай мне силы» (2018)
- «Наши дети» (2019)

## Награды
- 1999 — Заслуженный артист Украины[3]
- 2016 — Народный артист Украины